# Ємельяшевка
Ємелья́шевка (рос. Емельяшевка) — присілок у складі Таборинського району Свердловської області. Входить до складу Таборинського сільського поселення.
Населення — 20 осіб (2010, 35 у 2002).
Національний склад населення станом на 2002 рік: росіяни — 100 %.